# Michel Kafando
Michel Kafando (Uagadugú, 18 de agosto de 1942) es un político burkinés y fue presidente interino de Burkina Faso hasta el 17 de septiembre de 2015, cuando el militar Gilbert Diendéré lideró un golpe de Estado que lo derrocó. Fue restituido en el cargo, el 23 de septiembre de 2015 después del fracaso del golpe de Estado. Fue ministro de Relaciones Exteriores entre 1982 y 1983 y posteriormente fue Embajador permanente de Burkina Faso en las Naciones Unidas entre 1998 hasta 2011.
Kafando asumió el poder luego de un acuerdo con el gobierno interino militar dirigido por Isaac Zida, con el fin de liderar una transición política.

## Antecedentes
Kafando nació en Uagadugú. Obtuvo un título de licenciatura en Derecho Público de la Universidad de Burdeos en 1969, un diploma en estudios políticos en 1972 en París y otro diploma del Instituto Universitario de Altos Estudios Internacionales en Ginebra también en 1972. Más tarde obtuvo un doctorado en ciencias políticas en La Sorbona en 1990. Está casado y tiene un hijo.

## Carrera política
Fue Vicepresidente de la Asamblea General del Alto Volta en 1982 y Ministro de Relaciones Exteriores en septiembre del mismo año, durante el gobierno de Zaye Zerbo, conservando el puesto después del golpe de Estado del Gral. Jean-Baptiste Ouédraogo en noviembre de ese año. 
Desempeñó el cargo hasta el golpe de Estado en agosto de 1983 que elevó al poder a Thomas Sankara. Dirigió numerosas delegaciones a la Organización de la Unidad Africana (OUA), y es uno de los Vicepresidentes de la organización no gubernamental Centro Africano para la Protección Ambiental.
Se desempeñó como representante Permanente de Alto Volta en las Naciones Unidas y como embajador en Cuba antes de ser nombrado como representante Permanente ante la ONU por segunda vez; presentó sus credenciales al Secretario General de las Naciones Unidas, Kofi Annan, el 15 de abril de 1998. Kafando fue presidente del Consejo de Seguridad de las Naciones Unidas entre septiembre de 2008 y diciembre de 2009.
Después que el presidente Compaore abandonara Burkina Faso debido a las protestas el 31 de octubre de 2014, se formó un gobierno interino liderado por el militar Isaac Zida. Sin embargo, las presiones internacionales para que la transición fuera dirigida por un civil obligó a Zida a delegar todos los poderes a Kafando, aceptado por consenso entre la oposición y el nuevo gobierno. Pese a esto, Kafando designó a Zida su primer ministro y a otros militares en altos cargos, lo que significaría un gran peso militar en las decisiones del gobierno provisional. Kafando fue investido el 18 de noviembre, obligado a llamar a elecciones presidenciales en un lapso de un año.

## Restitución
El día 23 de septiembre fue restituido en su cargo de presidente interino después de fracasar un intento de Golpe Estado contra su gobierno en una ceremonia publica y también el primer ministro Isaac Zida volvió ocupar su cargo y señaló que las elecciones previstas para el 11 de octubre serían aplazadas para noviembre